# Frente de Estudiantes Libertarios
Le Frente de Estudiantes Libertarios (Front des étudiants libertaires), fondé en 2002 dans la ville de Temuco au Chili, est une organisation politique étudiantes qui se décrit comme communiste libertaire. Il rassemble des anarchistes, des marxistes libertaires et des personnes d'autres tendances socialistes.
Cette organisation est présente principalement dans le domaine universitaire et se développe également dans l'enseignement secondaire.

## Historique

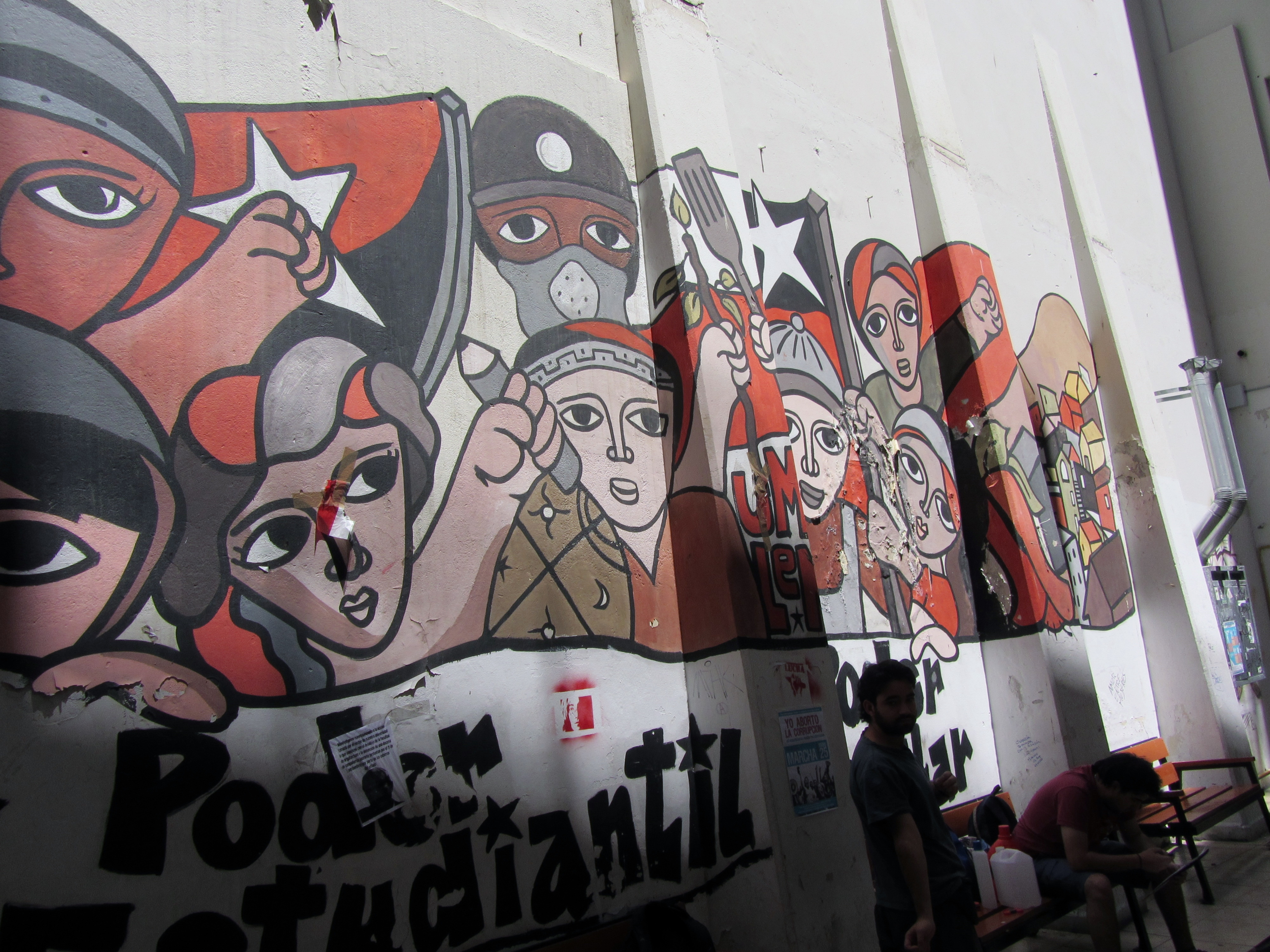
Fresque murale en soutien à la lutte des étudiants de la Faculté des sciences humaines de l'université de Valparaiso en 2011.

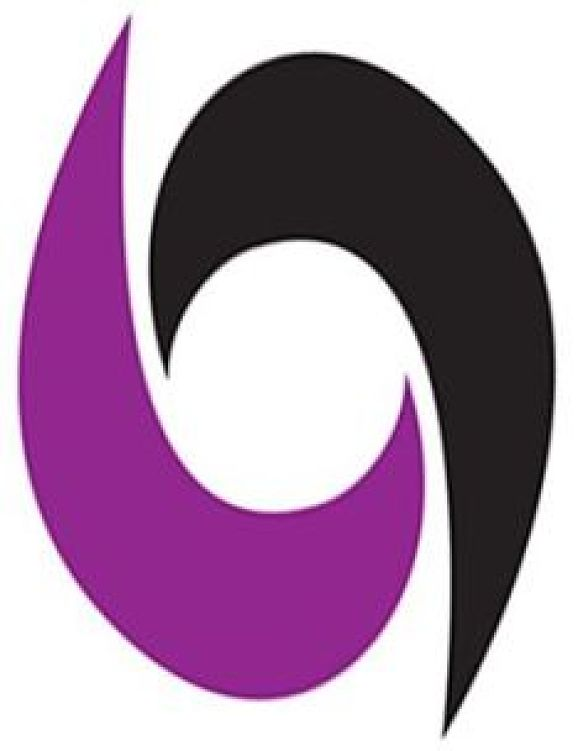
La Alzada du Chili.

En 2003, 2004 et 2005, le FEL remporte ses premiers succès aux élections de la Fédération des étudiants de l'université de Concepción.
En novembre 2013, dans le sillage du mouvement étudiant chilien de 2011, une militante féministe libertaire de La Alzada et de la FEL, Melissa Sepúlveda, est élue présidente de la Federación de Estudiantes de la Universidad de Chile (es) (FECh).

## Influence internationale
Le FEL chilien a soutenu la création d'un Front des Étudiants Libertaire en Argentine.

## Sources
- Traductions, Chili : Organisation des anarchistes dans le mouvement étudiant, collectif Emma Goldman, 21 juin 2011, lire en ligne.